# SNoW
SNoW（スノー、1985年6月11日 - ）は、東京都出身、LA育ちの女性シンガーソングライター。

## 経歴
2004年11月、インディーズレーベルよりファーストシングル「Yes」をリリース。翌2005年にはソニー・ミュージックアソシエイテッドレコーズに移籍し、7月にメジャーデビューシングル「花火まであとすこし」を発売。 メジャーデビュー、立て続けに3枚のシングルをリリース。
3枚目シングル「逆さまの蝶」は、TVアニメ『地獄少女』のオープニングテーマとなったほか、2006年2月公開の映画『ユモレスク 〜逆さまの蝶〜』とコラボレーション、挿入歌としても使われている。5万枚に達するロングセラーを記録。
2007年1月に1stアルバム『初雪』を発表。
2007年7月、ソニー・ミュージックアソシエイテッドレコーズとの契約を解消。
2008年4月、Yukieという名義でSoulJaのセルフカバー「そばにいるね」にフィーチャリングされる。
2008年7月、シンディーローパーのトリビュートアルバム 「We Love Cyndi-Tribute to Cyndi Lauper」の収録曲 「Product of Misery」 でBennie Kとコラボレート。
2009年2月にリリースされたSouljaの2ndアルバム「COLORZ」にYukieという名義でSouljaのセルフカバー曲「そばにいるね」「Colorz of Love」「Da Bounce」にボーカリストとしてフィーチャリングされる。
2009年夏、吉井和哉のアルバム「VOLT」を引っ提げて行われた全国ツアー「宇宙一周旅行」にコーラスとして参加。
2015年2月、YUKI JOLLY ROGERことBennie KのYUKI初の総合プロデュースアルバム「The Logbook I」に2曲収録。
2017年3月、シングル「闇を抜けて」をオンラインでリリースし、10年ぶりのソロ活動を再開。

## 作品

### シングルCD
| 枚           | 発売日         | タイトル           | 規格品番     | オリコン 最高位 |              |              |
| インディーズ | インディーズ   | インディーズ       | インディーズ | インディーズ    | インディーズ | インディーズ |
| ------------ | -------------- | ------------------ | ------------ | --------------- | ------------ | ------------ |
| 1st          | 2004年11月25日 | Yes                |              |                 |              |              |
| メジャー     |                |                    |              |                 |              |              |
| 1st          | 2005年7月5日   | 花火まであとすこし |              |                 |              |              |
| 2nd          | 2006年1月25日  | 逆さまの蝶         |              | 46位            |              |              |
| 3rd          | 2006年7月5日   | on&on              |              |                 |              |              |
| 4th          | 2006年12月6日  | NightmaRe          |              | 50位            |              |              |
| 5th          | 2017年3月27日  | 闇を抜けて         |              |                 |              |              |

### 配信シングル
|   | 発売日       | タイトル      | 備考 |
| - | ------------ | ------------- | ---- |
| 1 | 2020年7月7日 | Rest In Peace |      |

### アルバム
| 枚  | 発売日        | タイトル | 規格品番 | オリコン 最高位 | 備考         |
| --- | ------------- | -------- | -------- | --------------- | ------------ |
| 1st | 2007年1月24日 | 初雪     |          |                 | インディーズ |